# Света Марина (Флацата)
„Света Марина“ (на гръцки: Αγίας Μαρίνας) е православна църква в Костурско (Кастория), Егейска Македония, Гърция.

## Местоположение
Църквата е разположена в южната част на връх Флацата (1081 m), близо до гръцко-албанската граница, североизточно над село Кърчища и между Ошени (Инои) на юг и Косинец (Йеропиги) на север.

## История
Храмът е построен в чест на победата на гръцката правителствена армия над частите на Демократичната армия на Гърция в решителната Битка на Грамос през август 1949 година, сложила край на Гръцката гражданска война. По време на последния стадий на Гражданската война Флацата е крепост на правителствените части.
Църквата е построена през 1949 година и първоначално носи името „Света Богородица“. Издигната е от войници от 4-та рота на 565-и батальон, който по това време защитава Флацата. Осветена е на 30 септември 1949 година от митрополит Никифор Костурски.
Църквата е възстановена в 1970 година и прекръстена на „Света Марина“ от командващия XV дивизия Апостолос Бунотис. Църквата има независима камбанария и до нея има запазен бетонен бункер.